# Berlingo
Pour les articles homonymes, voir Berlingot.
Ne doit pas être confondu avec Citroën Berlingo.
Berlingo est une commune italienne de la province de Brescia en Lombardie.

## Administration
| Période                                  | Période  | Identité       | Étiquette | Qualité |
| ---------------------------------------- | -------- | -------------- | --------- | ------- |
| 14 juin 2004                             | En cours | Dario Ciapetti |           |         |
| Les données manquantes sont à compléter. |          |                |           |         |

### Hameaux
Berlinghetto

### Communes limitrophes
Lograto, Maclodio, Rovato, Travagliato, Trenzano